# Ibrahim Kargbo Jr.
Ibrahim Kargbo Jr. (ur. 3 stycznia 2000 we Freetown) – sierraleoński piłkarz, grający na pozycji napastnika. Posiada również obywatelstwo belgijskie.

## Kariera piłkarska

### Kariera klubowa
Wychowanek klubów Beerschot AC, Reading F.C. i Crystal Palace F.C. W 2018 rozpoczął karierę piłkarską w KSV Roeselare. W sierpniu 2019 został wypożyczony do Lierse Kempenzonen. 3 grudnia 2019 podpisał kontrakt z Dynamem Kijów. 28 sierpnia 2020 został wypożyczony do Olimpiku Donieck.

### Kariera reprezentacyjna
W latach 2017–2018 występował w juniorskiej reprezentacji Belgii U-18 i U-19.